# نادي بروندبي
بروندبي آي إف (بالدنماركية: "Brøndby IF)‏ وهو نادي كرة قدم دنماركي متمركز في بلدة بروندبيفستر في منطقة بروندبي غرب كوبنهاغن وهو أكثر نادي دنماركي من عدد الأعضاء فيه، تأسس نادي بروندبي في سنة 1964 وتمكن هذا النادي من الفوز 10 مرات بدوري السوبر الدنماركي و 6 مرات بكأس الدنمارك اسم ملعبه هو بروندبي إستاديوم ويبلغ عدد سعة جماهيره 29 ألف وفي عام 2013 احتل المرتبة التاسعة في الدوري أما ملبس الرسمي للاعبين هو اللون الأصفر.